# Brúará
Brúará (isl. brú = "most", á = "rzeka") – rzeka w południowo-zachodniej Islandii, prawy dopływ rzeki Hvítá. Wypływa z południowej części pola lawowego Rótasandur. W początkowym biegu pokonuje około 3-kilometrowy odcinek przełomowy zwany Brúararskörð. Biegnie on pomiędzy wysokimi masywami górskimi: Högnhöfði (1030 m n.p.m.) na północnym wschodzie i Rauðafell (916 m n.p.m.) na południowym zachodzie. Pokonując go rzeka opada o około 200 m. Po około 8 km rzeka na odcinku około 1 km pokonuje trzy wodospady: Brúarfoss, Miðfoss i Hlauptungufoss. W środkowym biegu przyjmuje prawy dopływ - krótką rzekę wypływającą z jeziora Apavatn. Dalej płynie na południe mijając osady Mosfell i Skálholt. Uchodzi do Hvítá w okolicach miejscowości Sólheimar.
Nazwa rzeki pochodzi od naturalnego mostu skalnego, który istniał kiedyś ponad rzeką powyżej wodospadu Brúarfoss. Według legendy miało go zniszczyć mieszkaniec Skálholt, który nie chciał, by przechodzili nimi przestępcy.
W 1433 roku w rzece został utopiony duński biskup Jón Gerreksson.